# Oh Land
Нанна Еланд Фабриціус (Nanna Øland Fabricius; нар. 2 травня 1985, Копенгаген, Данія) — більш відома під сценічним ім'ям Oh Land, — данська співачка та продюсер.

## Біографія
Народилася в Копенгагені в сім'ї органіста Бентта Фабриціуса-Б'єрре та оперної співачки Боділь Еланд. Нанна є праправнучкою місіонера та етнографа Отто Фабриціуса. Була ученицею у Данському та Шведському королівських балетах. Травма хребта поклала край її танцювальній кар'єрі, і Нанна зайнялася музикою. У січні 2010 року переїхала до Нью-Йорка. У 2016 році Oh Land повернулась до Данії.
У 2013 році вийшла заміж за художника і дизайнера Еске Ката. У 2017 році пара розлучилася.

## Кар'єра
Дебютний альбом Fauna було випущено у рідній Данії 10 листопада 2008 року на незалежному лейблі Fake Diamond Records. Під час запису другого епонімічного альбому співпрацювала з продюсерами Деном Кері, Дейвом Мак-Кракеном, Лестером Мендесом та Алексісом Смітом. Платівка вийшла 14 березня 2011 року і посіла п'яте місце у данському хіт-параді. Була видана в США 15 березня 2011 року на Epic Records і посіла 184-й рядок у чарті Billboard 200. У березні того ж року Нанна виступала на розігріві у Orchestral Manoeuvres in the Dark у їхньому турне Північною Америкою, а в липні та серпні — у Сії та Кеті Перрі. Пісня «Speak Out Now» також була використана як початкова заставка в данському серіалі «Рита».

## Дискографія
Студійні альбоми
- Fauna (2008)
- Oh Land (2011)
- Wish Bone (2013)
- Earth Sick (2014)
- Family Tree (2019)

Сингли
- «Heavy Eyes» (2008)
- «Sun of a Gun» (2010)
- «Rainbow» (2011)
- «White Nights» (2011)
- «Speak Out Now» (2011)
- «Renaissance Girls» (2013)
- «Pyromaniac» (2013)
- «Head Up High» (2014)